# Доминико Вакванибуроту
Доминико Вакванибуроту (енгл. Dominiko Waqaniburotu; 20. април 1986) професионални је рагбиста и репрезентативац Фиџија који тренутно игра за Брив (рагби јунион).

## Биографија
Висок 196 цм, тежак 111 кг, Вакванибуроту је пре Брива играо за Ваикато. За репрезентацију Фиџија је до сада одиграо 27 тест мечева и постигао 4 есеја.